# Roberto Fiore
Roberto Fiore (n. 1936 – d. 9 iulie 2006, Buenos Aires, Argentina) a fost un renumit actor de teatru, film și televiziune argentinian, cunoscut pentru interpretarea unor personaje îndrăgite.

## Biografie
Roberto Fiore, cunoscut sub numele Tano Fiore sau Pascualino, a dedicat actoriei peste 50 de ani din viață, interpretând în cea mai mare parte roluri secundare în telenovele și filme pentru copii, comedii, drame și filme polițiste. A jucat rolurile de tată, de bunic sau de medic, printre multe altele.

## Actor de film
În 1971 a apărut în filmul de televiziune Romeo și Julieta cu Daniel Fanego și Andrea del Boca. În 1973 a jucat în Paño verde și în 1984 în filmul Cuarteles de invierno, regizat de Lautaro Murúa.
În 1985 a jucat rolul unui medic de la o clinică de psihiatrie în filmul polițist La búsqueda, cu Rodolfo Ranni, Luisina Brando și Andrea Tenuta în rolurile principale.
În 1987 a jucat în drama Sledy oborotnya.
În 1989 a jucat în Corps perdus cu Laura Morante, Gerardo Romano și Maria Vaner.
În anul 1999 a jucat în Alma mía în rolul tatălui Valeriei (Adriana Salonia), alături de Araceli Gonzalez și Pablo Echarri,  și în 2006 în Sensaciones (historia del Sida en la Argentina).

## Actor de televiziune
A apărut la televiziune în mai multe telenovele și programe umoristice și melodramatice alături de personalități precum Jorge Guinzburg, Hilda Bernard și Juan Leyrado.
A debutat în 1970 în rolul Solano din Una vida para amarte, o telenovelă cu Gabriela Gili și Juan Carlos Alarcón în rolurile principale.
În anul următor l-a reprezentat pe Gustavo Marías în telenovela de succes Muñeca brava, alături de Natalia Oreiro și Facundo Arana.
În 2000 a jucat rolul lui Coco Santana, tatăl lui Beto Santana (Sebastian Estevanez), în Los buscas de siempre.
Ultimele lui apariții pe micul ecran au fost în filmul Juego de Opuestos: Las reglas de la conquista și în telenovela Abre tus ojos (rolul Manuel), în care rolurile principale au fost interpretate de Romina Yan și Ivan Espeche.
În anul 2006 a colaborat la un documentar exclusiv pentru televiziune intitulat Sensaciones: Historia del SIDA en la Argentina.

## Activitatea teatrală
S-a remarcat ca actor pe scena Teatrului Național Cervantes și al Teatrului General San Martín, în drame, comedii și musicaluri:
- Perdidos en Yonkers regizată de China Zorrilla.
- Van Gogh de Pacho O' Donnell
- El Diez: entre el cielo y el infierno
- Zorba
- El violinista en el tejado
- Club Casino
- El Zorro III con Fernando Lúpiz
- El corchito
- El conventillo de la Paloma (1980)
- Bolnavul închipuit (1981)

## Premii
- Câștigătorul Premiului Bertold Brecht pentru cel mai bun actor în rol principal la Festivalul Internațional de Pelotas (Brazilia).
- Câștigătorul Premiului Carlos pentru cel mai bun actor pentru Tu Cuna fue un conventillo.
- Nominalizat pentru premiul pentru cel mai bun actor în rol secundar pentru Perdidos en Yonquers. (regizor China Zorrilla)
- În 2005 i-a fost acordat Premiul Podestá de către Asociația Actorilor Argentinieni.[3]